# Mnesampela inordinata
Mnesampela inordinata är en fjärilsart som beskrevs av Walker 1869. Mnesampela inordinata ingår i släktet Mnesampela och familjen mätare. Inga underarter finns listade i Catalogue of Life.